# Associazione Nazionale Paracadutisti d'Italia
L'Associazione Nazionale Paracadutisti d'Italia (A.N.P.d'I.) è un'associazione nazionale italiana di Specialità che comprende paracadutisti ex combattenti, militari e soci non militari muniti di brevetto. L'associazione è tra gli enti fondatori dell'Unione Europea Paracadutisti (UEP).
La sede centrale si trova a Roma, in via Sforza, 5.

## Storia

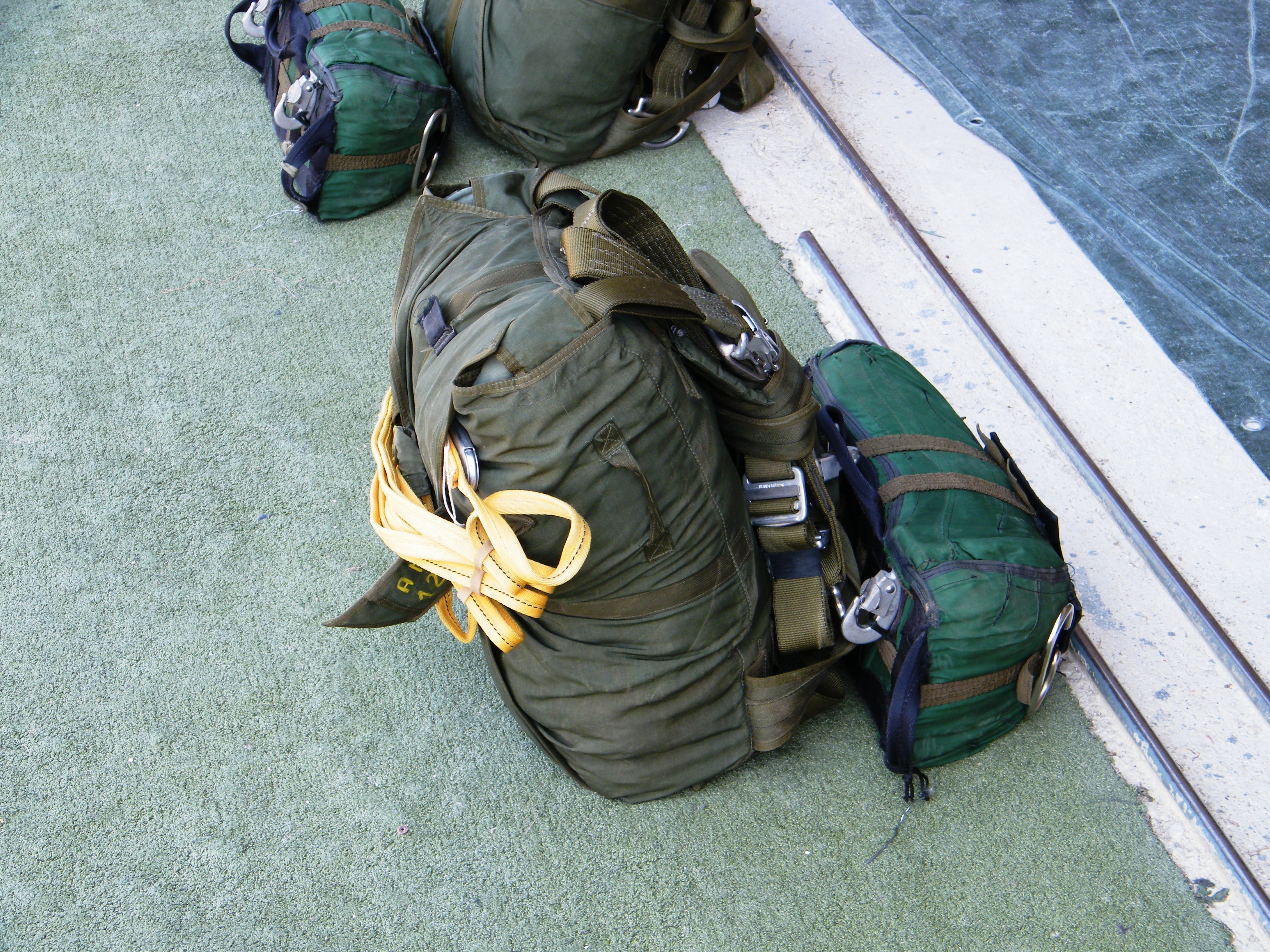
Materiale da lancio, ripiegato, usato dall'associazione: paracadute a calotta emisferica, a sinistra, e paracadute ausiliario.

L'associazione nasce l'11 gennaio 1946 con il nome di Associazione Paracadutisti Italiani (API). Dopo la prima assemblea generale, tenutasi nel 1949, alcuni membri danno vita ad una scissione che porterà alla nascita dell'ASA, Associazione Sport Aerei, con conseguente scioglimento dell'API. La successiva evoluzione associativa vide l'ASA divenire prima FIPCS (Federazione Italiana Paracadutismo Civile Sportivo) ed in seguito FIPS, Federazione italiana Paracadutismo Sportivo, su pressione della maggioranza di ex combattenti che reputavano inopportuna una caratterizzazione che non includesse l'aspetto militare del paracadutismo.
L'associazione non era neanche allora una federazione sportiva, e l'attuale connotazione associativa si consolidò nel 1956, quando, sotto la denominazione così prossima a quella attuale di Associazione Nazionale Paracadutisti, fu ufficialmente riconosciuta. Quattro anni dopo ottenne il giusto e atteso riconoscimento come associazione d'Arma divenendo così un'organizzazione naturalmente derivata dai reparti in armi. E in tale occasione assume l'attuale definitiva denominazione di Associazione Nazionale Paracadutisti d'Italia.
L'associazione si strutturò, da quel momento, suddividendosi in sezioni locali in modo da offrire ai suoi scritti una maggiore presenza sul territorio. Ogni sezione dispose la possibilità di accesso ai giovani, in particolar modo attraverso l'organizzazione di corsi di addestramento per allievi paracadutisti per i quali da allora, grazie ad un accordo stipulato con lo Stato Maggiore dell'Esercito, fu impiegato il contributo di istruttori militari appartenenti al Centro Militare di Paracadutismo ed in seguito dalla SMIPAR (Scuola Militare di Paracadutismo di Pisa). Dal 1984 al 2004 il materiale di lancio ed il personale tecnico veniva direttamente fornito dalla Brigata Paracadutisti Folgore mentre i velivoli erano messi a disposizione dalla 46ª Brigata aerea, mentre successivamente è rimasto il controllo militare della Brigata ma si sono utilizzati per i lanci piccoli aeromobili civili.
Unica in Italia, l'Associazione, in seguito all'intesa ufficiale, che ha come fonte più recente la Circolare SME n. 1400/1229 del 1998, con l'Amministrazione della Difesa, ha il privilegio di offrire ai propri soci, anche dallo status non militare, uno specifico Corso di paracadutismo e può rilasciare, dopo l'effettuazione di tre lanci, un'abilitazione (distinta ma simile al brevetto italiano militare di paracadutista) al lancio con paracadute con calotta emisferica ad apertura automatica (in sigla FdV, cioè con fune di vincolo), attraverso un addestramento e per mezzo di strutture simili a quelli dei reparti in armi. Nonché organizzare lanci (della stessa tipologia), cosiddetti di allenamento, soprattutto per i soci paracadutisti congedati di origine militare o già abilitati associativamente. I lanci organizzati dall'ANPd'I sono definiti di interesse militare e singolarmente comunicati al Centro Addestramento Paracadutismo (ex SMiPar) della Brigata Paracadutisti Folgore dove vengono regolarmente registrati. L'abilitazione è riconosciuta il più delle volte a titolo di punteggio dai vari bandi di concorso emessi per l'arruolamento militare italiano mentre la normativa del Ministero dei Trasporti e dell'ENAC (D.M. 467/T del 1992, Sez. 2, par. 2.7.1, lett. c) considera i singoli lanci sotto il controllo dell'ANPd'I validi ai fini del conteggio del numero minimo di lanci occorrenti per il conseguimento della licenza italiana civile di paracadutismo.
L'ANPdI pubblica mensilmente la rivista "Folgore".
Fa parte del Consiglio Nazionale Permanente delle Associazioni d'Arma, denominato Assoarma e celebra il proprio anniversario il 23 ottobre, anniversario della Battaglia di El Alamein (1942).